# 핀란드 노동조합중앙기구
핀란드 노동조합중앙기구(핀란드어: Suomen Ammattiliittojen Keskusjärjestö; SAK 수오멘 아마틸리토옌 케스쿠섀례스퇴[*])는 핀란드에서 가장 규모가 큰 노총이다. 조합원 수는 전 국민의 5분의 1인 1백만 명을 초과한다.
핀란드의 다른 노총으로는 핀란드 전문직연합(STTK), 핀란드 학술직종 노조연합(AKAVA)가 있다. SAK의 주요 교섭 대상은 핀란드의 고용주 대부분이 가맹되어 있는 핀란드 산업인연합(EK)이다.
SAK는 일반실업자기금(YTK)의 도전을 받고 있다. YTK는 노조에 비해 적은 조합원비를 납부하지만 노조가 제공하는 서비스 일부는 제공할 수 없다.
현재의 SAK는 핀란드 인민민주동맹(SKDL) 및 노동자 소농 사회민주동맹(TPSL)이 장악하고 있던 구 SAK(1930년-1969년)와 SDP의 핀란드 노동조합(SAJ)이 1969년 통합되어 형성되었다. 그러나 SAK는 자신들이 핀란드 노동조합(1907년-1930년, 구 SAJ)을 연속적으로 계승한 적통 후계자라고 주장한다.

## 가맹 조직
운송부문
- 핀란드 항공노조 IAU - 3,662 명
- 핀란드 기관사조합 - 2,868 명
- 핀란드 우편수송조합 PAU - 31,285 명
- 핀란드 철도노동자조합
- 철도임금노동자조합
- 핀란드 선원조합 SM-U - 11,094 명
- 핀란드 운수노동자조합 AKT - 50,730 명
  - 핀란드 승무원노조 SLSY - 1 801 명

제조업부문
- 산업부문노동조합 TEAM
- 핀란드 전기노동자조합 - 31,824 명
- 건설노동조합 - 80,922 명
- 금속노동자조합 - 165,485 명
- 제지노동자조합
- 연합목재노동자조합 - 46,133 명
- 핀란드 식품노동자조합 SEL - 39,473 명

공공부문
- 공공복지부문노동조합 JHL - 225,052 명
  - 연안경비대조합 - 3,266 명
  - 핀란드 세관원조합 - 2,456 명
  - 핀란드 부사관조합 - 1,523 명
  - 핀란드 교도관조합 - 1,796 명

언론부문
- 핀란드 사회민주언론인조합 - 303 명
- 일반언론인조합 YLL - 187 명

자영업부문
- 상업감독조합 - 6,328 명
- 핀란드체육인조합 SHU - 3,018 명
- 연합용역조합 PAM - 225,185 명
- 핀란드 극장매체노동자조합 TeMe - 4,800 명
- 핀란드 음악가조합 - 3,018 명